# Xylopia lamii
Xylopia lamii Cavaco & Keraudren – gatunek rośliny z rodziny flaszowcowatych (Annonaceae Juss.). Występuje endemicznie we wschodniej i środkowej części Madagaskaru.  

## Morfologia
PokrójZimozielone drzewo dorastające do 8 m wysokości. Kora ma szarą barwę. Młode pędy są owłosione.
LiścieMają lancetowaty kształt. Mierzą 4–5,5 cm długości oraz 2–2,5 szerokości. Są lekko owłosione od spodu. Nasada liścia jest rozwarta. Ogonek liściowy jest nagi i dorasta do 1–2 mm długości.
KwiatySą pojedyncze. Rozwijają się w kątach pędów. Działki kielicha są owłosione, mają owalnie trójkątny kształt i dorastają do 1–2 mm długości. Płatki mają lancetowaty kształt i dorastają do 5–6 mm długości. Są owłosione, prawie takie same. Słupków jest do 5. Są oomszone i mierzą 1 mm długości.
OwoceZłożone z odwrotnie jajowatych rozłupni. Osiągają 5 cm długości oraz 2,5 cm średnicy.

## Biologia i ekologia
Rośnie w lasach.